# Луговой, Алексей Дмитриевич
Алексе́й Дми́триевич Лугово́й (род. 5 марта 1975) — российский шахматист, гроссмейстер (1998). Двукратный чемпион России в составе команды «Лентрансгаз», г. Санкт-Петербург (2000, 2001).
Многократный участник личных чемпионатов России по шахматам, однако призовые места не занимал. Наибольших успехов достиг в командных соревнованиях. Участвовал в 6-и командных чемпионатах России в составе различных петербургских клубов (1995, 2000—2004), где завоевал 3 командные медали — 2 золотые (2000, 2001 в составе команды «Лентрансгаз») и бронзовую (1995 в составе команды «ФИНЭК»), а также 3 медали в индивидуальном зачёте — золотую (2000) и 2 серебряные (1995 и 2003).
Дважды выступал в командных чемпионатах Боснии и Герцеговины в составе команды города Киселяк. В сезоне 2002 года команда стала серебряным призёром соревнования, а А. Д. Луговой, играя на 6-й доске, завоевал «золото» в индивидуальном зачёте. В сезоне 2005 года также выиграл 2 медали — бронзовую в команде и серебряную в индивидуальном зачёте (играл на 4-й доске).
В составе различных команд многократный участник Кубка европейских клубов (1996, 1999—2003).

## Изменения рейтинга
| Графики недоступны из-за технических проблем. См. информацию на Фабрикаторе и на mediawiki.org. |